# Billingsfors bruk

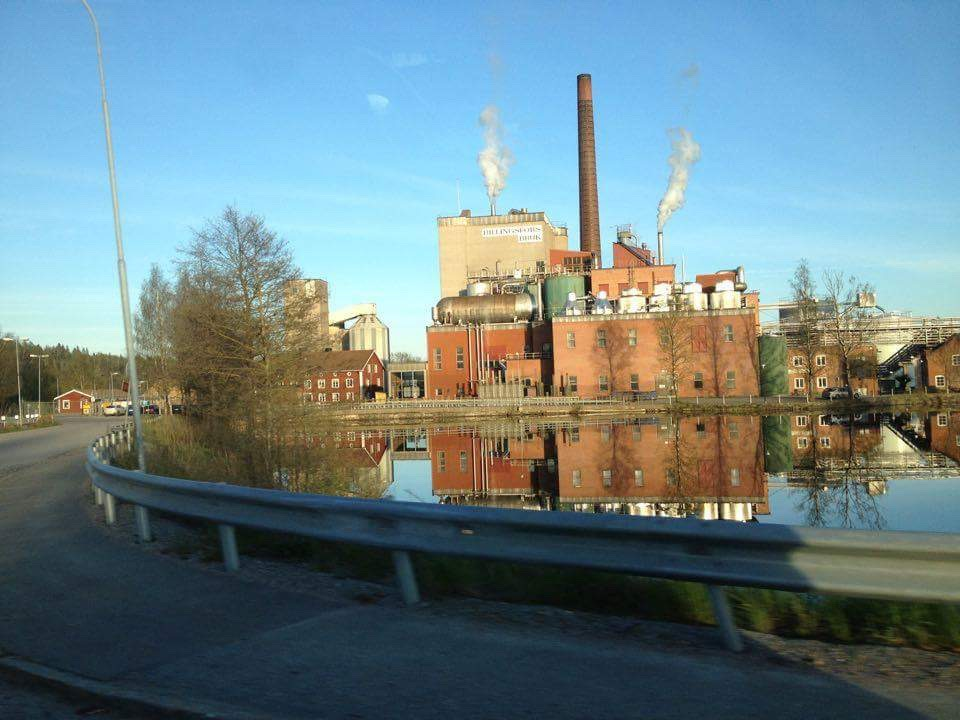
Billingsfors bruk, 2016.

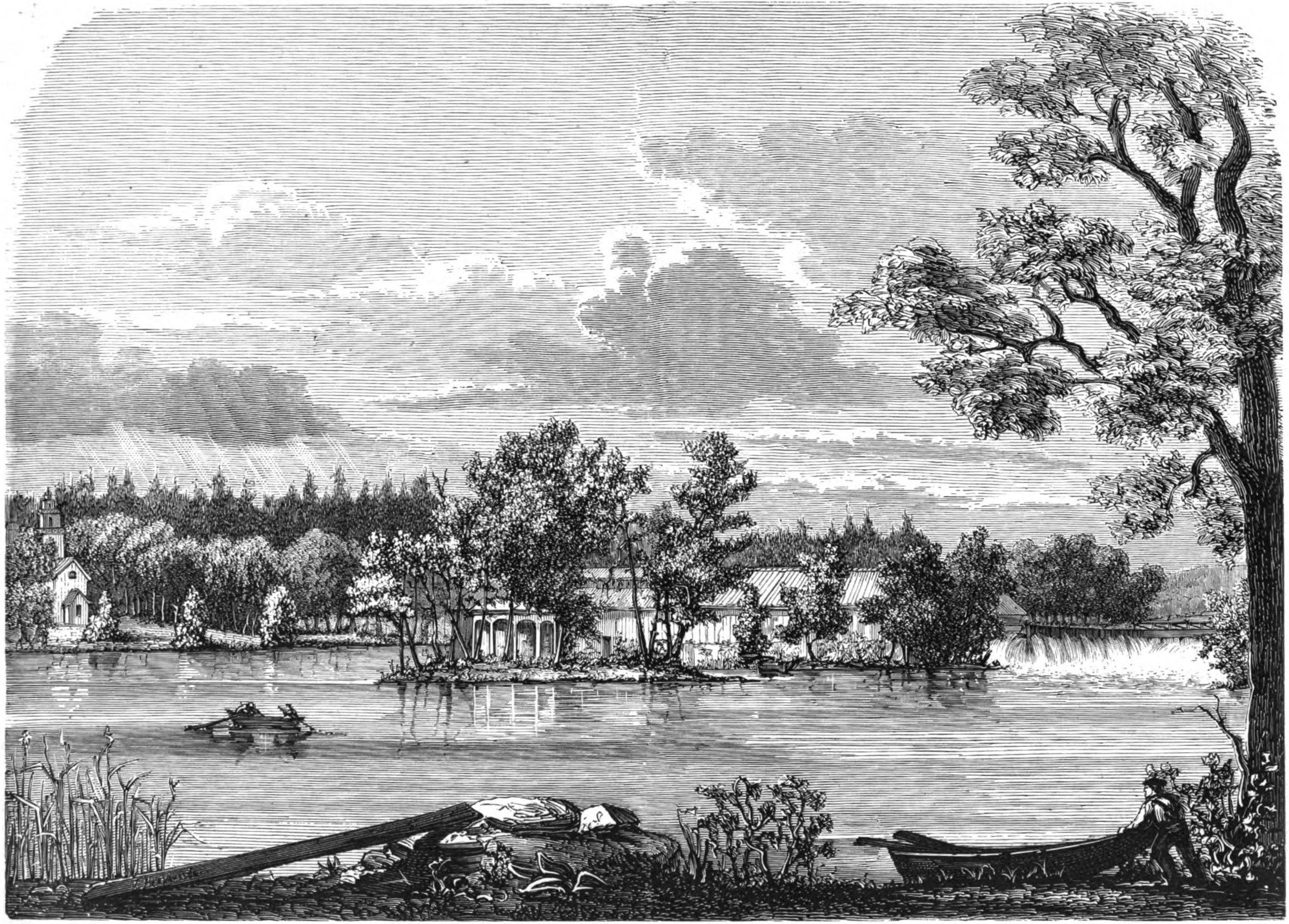
Billingsfors bruk omkring 1870.

Billingsfors bruk är ett svenskt pappersbruk och före detta järnbruk i Billingsfors, Steneby socken, Bengtsfors kommun. Bolagsordning för Billingsfors aktiebolag antogs den 26 oktober 1897. Bolagets ändamål angavs 1901 till: "att vid Billingsfors bruksegendom i Dalsland idka trämassetillverkning samt drifva såg-, kvarn-, gjuteri-, verkstads- och handelsrörelse." Aktiekapital detta år var 1 miljon kronor, och styrelsen bestod av: Peder C. Wærn, I. James Gibson, Charles Bergström samt Fr. Berndtson och disponenten vid Billingsfors Aug. Låftman. Suppleanter var Fr. Petre och Edvard Leffler.

## Historia
Billingsfors bruk anlades 1738 av bröderna Nils och Jöns Koch som järnmanufakturverk med tillhörande ämnesjärnssmide. Här fanns på 1740-talet också ett litet lumppappersbruk. Genom smidesförordningen 1803 började brukslagstiftningen att luckras upp och Billingsfors passade då på att utöka sin produktion. På 1850-talet bildades Baldersnäs Bolag, där förutom Billingsfors även ingick Bäckefors bruk och Katrineholms bruk. På 1860-talet hade bruket den största smidestillverkningen i Dalsland och stångjärnssmidet kulminerade 1875. Med götstålsproduktionens introduktion hade dock lancashiresmidet spelat ut sin roll och 1884 lades verksamheten ned.
Man övergick dock genast till papperstillverkning och redan årsskiftet 1883–1884 var pappersmasseproduktionen igång. Man anlade även ett träsliperi, men detta nedlades redan 1918. I och med att Baldersnäs Bolag drabbades av ekonomiska problem och upplöstes 1897, övertogs driften av Billingsfors bolag. Man anlade ett elkraftverk och ett blekeri, det senare lades dock ned redan 1919. I början av 1910-talet startade man även tillverkning av träsprit vid Billingsfors sulfatfabrik. 1918 bildades AB Billingsfors-Långed genom en sammanslagning med Långeds bruk. Ett nytt pappersbruk för tillverkning av kraftpapper anlades vid Billingsfors.
1948 anlades en ny fabrik för tillverkning av wellpapp, huvudsakligen till kartonger, och 1949 övertogs företaget av Dagens Nyheters AB, som 1951 sålde det till Bonnierkoncernens dotterbolag Åhlén & Åkerlunds Förlags AB Nordiska förlaget. Fabriken ägs idag av Ahlstrom Sweden AB och producerar mellanläggspapper för metallindustrin. 